# Dźwiękowy system ostrzegawczy
Dźwiękowy system ostrzegawczy – system podnoszący bezpieczeństwo w budynku, przeznaczony jest do rozgłaszania sygnałów ostrzegawczych i komunikatów głosowych, nadawanych automatycznie po otrzymaniu sygnału z systemu sygnalizacji pożarowej, a także na żądanie operatora.
Budynki, w których stosowanie dźwiękowego systemu ostrzegawczego jest obligatoryjne, wymienione są w Rozporządzeniu Ministra Spraw Wewnętrznych i Administracji z dnia 7 czerwca 2010 r. w sprawie ochrony przeciwpożarowej budynków, innych obiektów budowlanych i terenów (Dz.U. z 2023 r. poz. 822).